# Стріла-3
Стріла-3 (індекс ГРАУ — 9 К34, за класифікацією НАТО — SA-14 Gremlin (укр. Гремлін) — радянський переносний зенітно-ракетний комплекс, модернізація «Стріли-2».
Використовувала ракети 9 М36 з новою інфрачервоною головкою самонаведення і конічним скануванням фазомодульованого сигналу (ЧС замість AM-модуляції по амплітуді зі спіральним скануванням), що забезпечує підвищену стійкість до радіоперешкод і поліпшену роботу з селекції хибних цілей, роботу з цілями, що швидко маневрують на високих швидкостях. Головна відмінність від «Стріла-2», наявність охолоджувальної ГСН, що дозволило застосовувати ракету за наявності опадів і на тлі природних перешкод.
На озброєнні Збройних сил СРСР з січня 1974.
«Стріла-3» експортувалася у більш ніж 30 країн світу.
Замінена на ПЗРК 9К38 «Ігла».

## Порівняльна таблиця
| Система                                          | 9K32M Стріла-2M (ракета: 9M32M) | 9K34 «Стріла-3» (ракета: 9M36) | FIM-43C «Ред Ай»             |
| ------------------------------------------------ | ------------------------------- | ------------------------------ | ---------------------------- |
| Термін служби                                    | 1968                            | 1974                           | 1968                         |
| Повна бойова маса                                | 15 кг                           | 16 кг                          | 13,3 кг                      |
| Маса, ракета                                     | 9,8 кг                          | 10,3 кг                        | 8,3 кг                       |
| Довжина                                          | 1,44 м                          | 1,47 м                         | 1,40 м                       |
| Головна БЧ                                       | 1,15 кг (0,37 кг HMX)           | 1,17 кг (0,39 кг HMX)          | 1,06 кг M222 (0,36 кг HTA-3) |
| Максим. дальність                                | 4200 m                          | 4100 m                         | 4500 m                       |
| Швидкість                                        | 430 м/с                         | 410 м/с                        | 580 м/с                      |
| Максимальна швидкість цілі, (назустріч/наздогін) | 150/260 м/с                     | 310/260 м/с                    |                              |
| Висота дії                                       | 0,05-2,3 км                     | 0,03-2,3 км                    | 0,05-2,7 км                  |